# 天使のはね

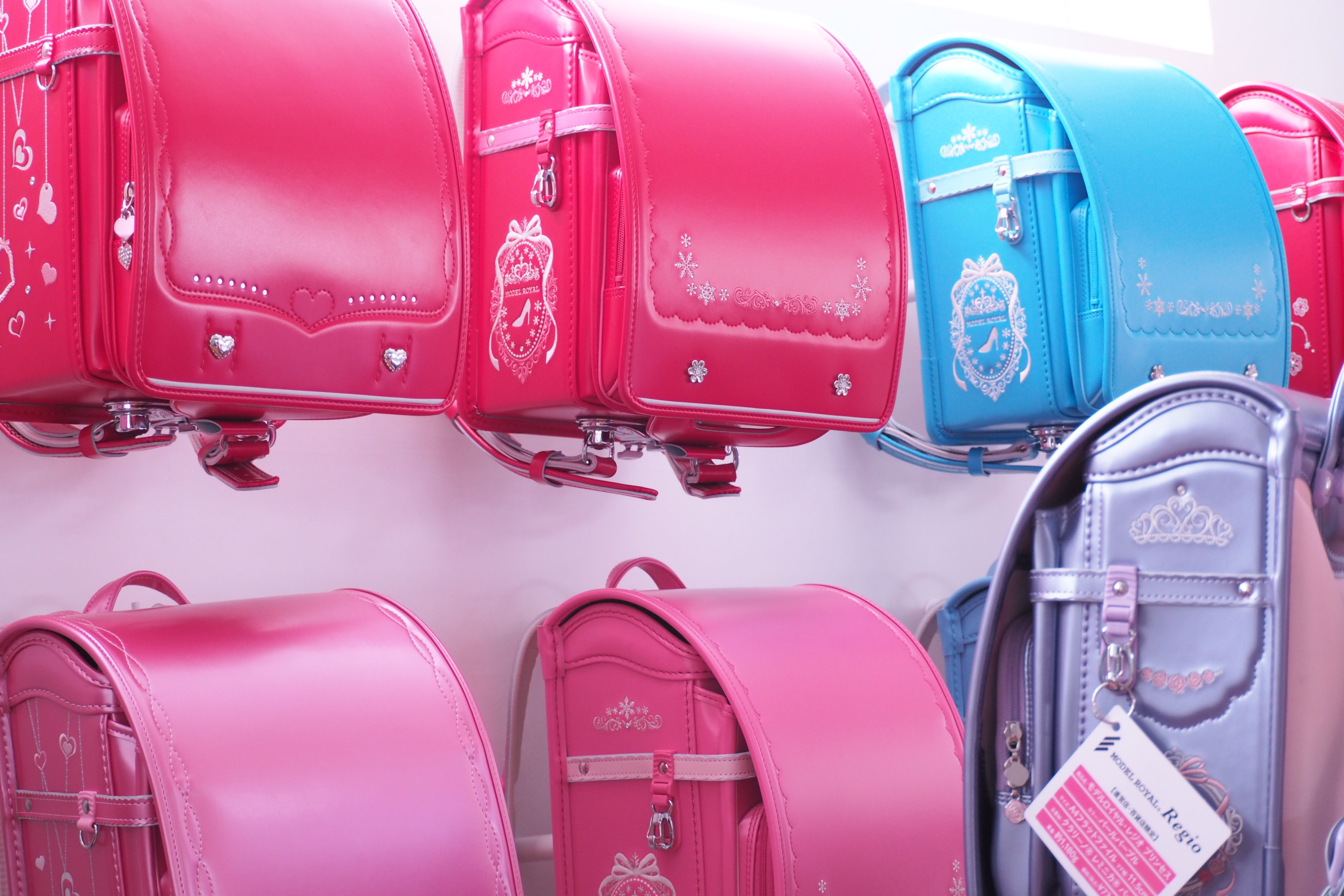
天使のはねのランドセル写真

天使のはね（てんしのはね）は、セイバンから発売されているランドセルである。セイバンが3年がかりで研究開発し、2003年より販売開始された。「天使のはね」は、かばん類などに関し同社の登録商標となっている。

## 概要
肩に重さが集中しがちだった従来品の欠点を改良し、背負った時軽く感じるように肩ベルト付け根部分を工夫したもの。発表後は保護者の支持を得てヒット商品となった。
総重量640グラム（ただし現在の主力モデルは900から1,000グラムである）という驚異的な軽さでありながら（2005年版ギネスブックにも登録されている）、丈夫で長持ちするランドセルとして、近年小学生の入学シーズン向けの商品の中では人気が高い一品として、知名度が高くその名が浸透している。また2012年現在シェアはおよそ5割を占める。
2006年から毎年10月から1月まで、CMが全国で放送されている。出演者は何度か交代している（後述）。

## 歴代CM出演者
- 佐藤弘道 (2006年 - 2013年)
- DAIGO (2016年4月5日 -2019年)
- 石井心咲(2016年、小学生役)
- 樋口開飛(2016年、小学生役)
- 佐野菜々美(2016年、小学生役)
- 赤峰優(2016年、小学生役)
- トイ・ストーリー4（2019年・セイバン創業100周年を記念して同作のタイアップ・パートナーになったため[2]）
- 松岡修造（2020年 - 2022年）
- 渡辺直美（2023年）
- イモトアヤコ（2024年 - ）